# Raymond Franz
 Raymond Victor Franz (né le 8 mai 1922, décédé le 2 juin 2010) a été un membre du Collège central, le corps dirigeant des Témoins de Jéhovah, de 1971 jusqu'au 22 mai 1980, et a servi au siège mondial de l'organisation pendant quinze années, de 1965 à 1980. Il est aujourd'hui relativement bien connu, au sein de la communauté des Témoins de Jéhovah et par les ex-Témoins de Jéhovah, en tant qu'ex-fidèle. Depuis qu'il lui a été demandé de quitter le groupe religieux vers la fin de 1981, Franz a écrit et a édité à son compte deux livres détaillés qui racontent ses expériences personnelles avec la Société Watchtower et des membres de la communauté des Témoins de Jéhovah.

## Biographie

### Enfance
Franz est né en 1922 et a été élevé dans une famille de Témoins de Jéhovah de troisième génération. Frederick William Franz, l'oncle de Raymond, a été fortement influent pour ce qui est du développement, des pratiques, des doctrines du mouvement, et est resté un membre éminent de l'organisation jusqu'à sa mort en 1992. Le père de Raymond a été baptisé en 1913 en tant qu'Étudiant de la Bible, nom initial des Témoins de Jéhovah avant 1931. Quatre de ses oncles étaient Témoins de Jéhovah. L'un d'eux a quitté l'organisation des Témoins de Jéhovah après l'échec de la fausse prophétie de 1925 selon laquelle Abraham, David et d'autres personnages bibliques devaient ressusciter de façon imminente[réf. nécessaire]. Raymond est devenu membre des Témoins de Jéhovah à l'âge de 16 ans, en 1938, et est devenu un membre baptisé en 1939. En 1940, Franz avait augmenté son activité religieuse par l'évangélisation en entreprenant le service de pionnier à temps plein dans des zones considérées par l'organisation comme ayant besoin d'une attention spéciale.

### Service de missionnaire
En 1944, Franz reçu le diplôme de l'École de Galaad, l'école du mouvement pour former des missionnaires, et a temporairement servi comme représentant de l'organisation dans l'intérieur des États-Unis jusqu'en 1946, année où il a reçu son affectation de missionnaire à Porto Rico. Il est devenu représentant des Témoins de Jéhovah dans les Caraïbes, voyageant aux Îles Vierges et à la République dominicaine jusqu'en 1957, année où le mouvement a été interdit en République dominicaine par le dictateur Rafael Trujillo. À l'âge de 37 ans, Franz a épousé Cynthia, qui l'a accompagné dans ses voyages de missionnaire à partir de 1959. Tous les deux sont retournés en République dominicaine en 1961 pour évangéliser pendant quatre années. 

### Au siège mondial des Témoins de Jéhovah
En 1965, Nathan Homer Knorr, troisième président de la Société Watchtower, a invité Franz à travailler et vivre au siège mondial des Témoins de Jéhovah, appelé Béthel, à Brooklyn. Franz a avoué à Knorr qu'il préférait le service de missionnaire, mais a malgré tout accepté l'offre du président.
Franz a commencé à travailler dans le département de rédaction de l'organisation et a été désigné pour composer en collaboration l’Auxiliaire pour une meilleure intelligence de la Bible, le premier livre encyclopédique édité par les Témoins de Jéhovah. Franz et ses collègues ont passé cinq ans à sa rédaction, recherchant divers traductions et commentaires de Bible, et ont soumis un grand nombre de matières bibliques à Knorr pour approbation,. Franz a réfléchi à l'effet que la recherche a eu sur le groupe : « Le livre a servi à éveiller l'intérêt pour les Écritures parmi beaucoup de Témoins. Peut-être sa tonalité, son approche, l'effort mis en avant par la plupart des auteurs pour éviter le dogmatisme, pour reconnaître qu'il pourrait y avoir plus d'une façon de voir certains sujets… Ces choses ont pu avoir été l'avantage principal ». Le livre a été plus tard republié sous le titre d'Étude perspicace des Écritures en 1988 - d'abord en anglais, en deux volumes et contenant des révisions très mineures.
Dans la préface du premier de ses deux livres, Crise de conscience, Raymond Franz décrit son expérience au siège mondial de l'organisation de cette façon :
« Ce que j'ai vu, entendu et expérimenté pendant les quinze années à venir a eu un grand impact sur moi. Si la réaction du lecteur coïncidera avec la mienne, je n'ai aucune manière de le savoir, mais une chose est certaine, c'est que personne ne pourrait comprendre ce qui m'a amené à une situation de crise sans avoir connaissance de ses développements. Le proverbe est convenable : « Quand n'importe qui répond à une question avant qu'il l'entende, c'est sottise et humiliation de sa part. - Proverbes 18:13. » »

### Adhésion au Collège central
En 1971, Franz a été invité à devenir membre du collège central des Témoins de Jéhovah, un petit groupe composé d'hommes au plus haut niveau de l'organisation. À ce moment-là, le président de l'organisation avait tous les pouvoirs dans les prises de décision. Il a accepté la fonction et a passé beaucoup d'années à voyager à travers le monde constatant la structure, les fonctionnements, et les pratiques en matière d'organisation à tous les niveaux, et surveillant les activités de l'organisation, dans de nombreux pays.

### Exclusion des Témoins de Jéhovah
Franz a écrit qu'en novembre 1979, un membre du Collège central, Grant Suiter, a déclaré qu'il y avait un « commérage considérable » dans les sièges mondiaux de l'organisation, à savoir que des membres du corps dirigeant et du département de rédaction avaient tenu des propos qui n'étaient pas en accord avec l'enseignement de la Société. Franz affirme que des allégations jugées hérétiques ont été faites concernant les dates de 1914, de 33 de notre ère et du début des 'derniers jours', au sujet du nombre de ceux qui iraient au ciel (les Témoins croient qu'il y en a seulement 144 000) et à l'exactitude d'une interprétation littérale de ce nombre (mentionné dans le livre de la Révélation), et à propos de la doctrine selon laquelle il y aurait deux classes de chrétiens, ayant deux espérances différentes (céleste et terrestre). Franz précise que ce bavardage a par la suite mené à une sorte d’« Inquisition », mentalité qui s'est développée dans le corps dirigeant envers les apostats au lieu de s'engager dans des discussions scripturales de ces questions. Il déclare également qu'il n'y avait aucune tolérance ou explication offerte aux Témoins de Jéhovah ayant tenu des idées non conformes ou qui ont posé des questions doctrinales ; il y eut plutôt une interdiction des discussions exprimant un autre point de vue que celui émis par la Société Watchtower, et les doctrines officielles ont été renforcées à plusieurs reprises.
En mars 1980, Franz et son épouse ont décidé, en raison des soucis de santé, de prendre congé et se sont absentés des sièges mondiaux de l'organisation. Du 24 mars au 24 juillet, ils sont restés auprès de leur ami Témoin de Jéhovah, Peter Gregerson, qui habitait en Alabama. Gregerson leur a fourni une maison mobile sur sa propriété, en échange d'une compensation monétaire. Par l'intermédiaire d'appels téléphoniques, Franz apprit que des membres du personnel du siège mondial étaient visés et étaient interrogés, et éventuellement considérés comme apostats, ceci sur la base de bavardage relatif aux conversations que chacun avait tenues dans l'intimité de son foyer. Le 22 avril 1980, Albert D. Schroeder, le président de Collège central, a annoncé au téléphone à Franz que la machine judiciaire de l'organisation était en marche et allait s'occuper de ces membres séditieux.
Le 8 mai 1980, Schroeder a téléphoné à Franz pour l'informer qu'il avait été impliqué en tant qu'apostat, d'après les commérages. Le 19 mai 1980, Franz est retourné aux sièges mondiaux à New York. Le 20 mai 1980, il a rencontré le Comité du président, et un enregistrement audio a été réalisé d'un couple marié de Témoins qui s'est exprimé au sujet des rumeurs des réunions privées de fidèles discutant de divers enseignements de la Société Watchtower. Franz relate que la bande de deux heures a été remplie principalement par les questions des représentants de la Société Watchtower qui ont conduit l'entrevue, et une pression a été exercée par eux afin d'obtenir des informations susceptibles de constituer des preuves d'apostasie. Selon Franz, l'information obtenue n'a existé que sous forme de rumeurs, et les couples interviewés n'ont reçu aucune aide spirituelle de leurs interrogateurs.
Le 21 mai 1980, Franz a été appelé à une session du corps dirigeant qui devait être enregistrée. Il a accepté de participer, mais avec la condition qu'il lui soit donné une copie de l'enregistrement. Le Collège central lui aurait assuré oralement que sa demande serait honorée, ce qui n'aurait pas été le cas. On lui a posé diverses questions sur l'organisation et ses enseignements.
Puisque Raymond Franz ne faisait l'objet d'aucun mobile d'exclusion, la Watchtower dû user d'un stratagème afin de l'excommunier. Il fut accusé d'avoir mangé au restaurant avec son patron Peter Gregerson, qui lui-même avait précédemment quitté l'organisation des Témoins de Jéhovah.
Il a appris son exclusion de façon non officielle.

## Crise de conscience
Raymond Franz est l'auteur de deux livres, qu'il a édités par l'intermédiaire de sa propre maison d'édition Commentary Press créée à cette fin : Crise de conscience et À la recherche de la liberté chrétienne. Le premier relate le combat de sa conscience entre la loyauté envers Dieu et la loyauté envers une religion. Une religion, selon lui, dirigée par une dizaine d'hommes tandis que seulement deux ou trois décidaient véritablement de la préparation et de la présentation de la « nourriture spirituelle » pour la communauté des Témoins de Jéhovah. Il cite de nombreux exemples de cette autorité. Tandis que chaque changement doit être voté à la majorité des 2/3 du Collège central, il raconte qu'après discussion si cinq des quatorze membres présents (dont
Knorr et Fred Franz) votaient pour l'adoption d'une règle contre neuf autres membres qui votaient contre, la décision finale revint quand même parfois au président. Son livre Crise de conscience est l'un des rares témoignages des secrets de fonctionnement de la plus haute instance des Témoins de Jéhovah.
Il relate les dissensions au sein même du Collège central après l'échec de la prédiction d'Armaguedon pour 1975, non seulement sur les éléments qui avaient amené à avancer cette date, mais aussi sur d'autres points de leur doctrine : d'une part le principe selon lesquels il y aurait deux classes d'élus, la grande foule et les oints, et d'autre part l'idée selon laquelle la génération de 1914 verrait Harmaguédon.
Il soulève dans cet ouvrage de nombreuses interrogations concernant la loi sur les transfusions sanguines et impute au Collège central des Témoins de Jéhovah la responsabilité de nombreux divorces parmi les fidèles en raison de son ingérence dans la vie intime et sexuelle des couples.